# Mimosa teledactyla
Mimosa teledactyla är en ärtväxtart som beskrevs av John Donnell Smith. Mimosa teledactyla ingår i släktet mimosor, och familjen ärtväxter. Inga underarter finns listade i Catalogue of Life.